# Eten
Etilen (prema etil + en; eten, C2H4, H2C=CH2) je nezasićeni plinoviti ugljikovodik, prvi član alkena, homolognoga niza ugljikovodika.

## Osobine i svojstva
Etilen je otkrio u 17. stoljeću J. J. Becher, grijući etanol zajedno sa sumpornom kiselinom.
Eten je organski, bezbojan i zapaljiv plin, tališta -169 °C, vrelišta -103,7 °C, slatkasta i opojna mirisa. Pomiješan sa zrakom daje eksplozivnu smjesu. Vrlo je reaktivan i lako adira brom (adicijom na dvostruku vezu lako veže molekule broma), vodik, sumpornu kiselinu i mnogobrojne druge spojeve, pri čem dvostruka veza između ugljikovih atoma prelazi u jednostruku.
Nalazi se u manjim količinama u koksnom i rafinerijskom plinu.

## Naziv
Po IUPACu ime ovog plina je eten.

## Dobivanje
U velikim količinama proizvodi se industrijski pirolizom (krekiranjem) viših ugljikovodika dobivenih preradbom /iz/ nafte.
Etilen se može dobiti:
1. dehidratacijom etanola jakim higroskopnim sredstvom (npr. sumporna kiselina) daje eten:
CH2=CH2 + H2SO4 --> CH3CH2OSO3H
C2H6O --> C2H4 + H2O
CH3CH2OSO3H + H2O --> CH3CH2OH + H2SO4
2. Hidrogeniranjem acetilena (etina)
C2H2 + H2 --> C2H4
x CH2=CH2 --> (-CH2CH2-)
3. Krekiranjem alkana
C3H8 --> C2H4 + CH4

## Uporaba
Zbog svojih svojstava, jedna je od najvažnijih sirovina u organskoj kemijskoj industriji i petrokemiji za mnoge organske sinteze (npr. sintezu etanola, etanala, etilen-glikola, dietil-sulfata, etilamina, dikloretana, trikloretilena i dr.).
Upotrebljava se i kao sredstvo za ubrzavanje (prisilno) dozrijevanja plodova (voća i povrća), a u prirodi djeluje kao biljni hormon (potiče cvjetanje i stimulira klijanje sjemena).
Polimerizacijom etilena nastaje poznat i važan polimerni materijal polietilen (polieten).